# (1011) Laodamia
(1011) Laodamia – planetoida z grupy przecinających orbitę Marsa okrążająca Słońce w ciągu 3 lat i 257 dni w średniej odległości 2,39 au. Została odkryta 5 stycznia 1924 roku w Landessternwarte Heidelberg-Königstuhl w Heidelbergu przez Karla Reinmutha. Nazwa planetoidy została nadana na prośbę N. Komendantova i pochodzi z mitologii greckiej, gdzie znane są dwie postaci o imieniu Laodamia – jedna z nich była córką Akastosa, a druga córką Bellerofonta. Przed jej nadaniem planetoida nosiła oznaczenie tymczasowe (1011) 1924 PK.